# Фортеця Гоензальцбург
Гогензальцбург (нім. Hohensalzburg) — одна з найбільших середньовічних фортець Європи. Розташована на вершині гори Фестунг поруч із Зальцбургом, Австрія, на висоті 120 метрів. Фортеця Зальцбурга — одна із повністю збережених фортець. Площа будівлі — 30 тис. м² (до 250 м у довжину та 150 м в ширину). Добратись до фортеці можна або на фунікулері зі Старого міста, або пішки. Після Відня (Замок Шенборн, Зоопарк Шенбрунн, Собор святого Стефана та Пратер) фортеця Гогензальцбург є другим за відвідуваністю туристами місцем у Австрії.

## Історія

### Рання історія

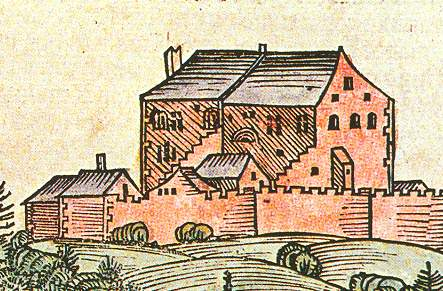
Одне з найперших зображень замку в 1460-х роках із Schedel'sche Weltchronik

Археологічні розкопки показали, що в найвищій точці цієї фортеці існував римський форт. Його не слід плутати з більш значним римським castrum superius на Ноннберзькій терасі.
Будівництво нинішньої фортеці розпочалося в 1077 році під керівництвом архієпископа Ґебгарда фон Гельфенштейна. Оригінальний проєкт являв собою базове укріплення з дерев'яним частоколом. У Священній Римській імперії архієпископи Зальцбурга вже були впливовими політичними фігурами, і вони розширили фортецю, щоб захистити свої інтереси. Конфлікт Гельфенштейна з імператором Генріхом IV під час боротьби про інвеституру вплинув на розширення фортеці, коли архієпископ взяв бік Папи Григорія VII та німецького короля Рудольфа Швабського. Протягом наступних століть фортеця поступово розширювалася. Кільцеві стіни та вежі були побудовані в 1462 році за принца-архієпископа Буркгарда II фон Вайспріаха.
Принц-архієпископ Леонгард фон Койчах ще більше розширив фортецю під час свого правління з 1495 по 1519 рр. Його сподвижник Маттеус Ланг фон Велленбург, який пізніше мав стати наступником Леонгарда, у 1515 році написав опис Райсцуг, примітивного фунікулера, який забезпечував доступ вантажів до верхнього двору фортеці. Лінія все ще існує, хоча й в оновленому вигляді, і, мабуть, є найстарішим діючим залізничним транспортом у світі. Нинішні зовнішні бастіони, започатковані в XVI столітті та завершені в XVII столітті, були додані як запобіжний захід через побоювання турецького вторгнення.
Єдиний раз фортеця потрапила в облогу під час селянської війни в Німеччині в 1525 році, коли група шахтарів, фермерів і городян намагалася витіснити з фортеці принца-архієпископа Маттеуса Ланга, але не змогла взяти фортецю. У 1617 році скинутий архієпископ Вольф Дітріх фон Райтенау помер у фортечній в'язниці. Під час тридцятилітньої війни архієпископ граф Паріс Лодронський зміцнив оборону міста, включно з Гогензальцбургом. Він додав до фортеці порохові склади та додаткові ворота. Фортеця була здана без бою французьким військам під командуванням генерала Жана Віктора Марі Моро під час наполеонівської війни Другої коаліції в 1800 році, а останній князь-архієпископ граф Ієронім фон Коллоредо втік до Відня. У XIX столітті фортеця використовувалася як казарма, склад і підземелля, перш ніж її покинули як військовий форпост у 1861 році.

### Новітня історія
Фортеця Гогензальцбург була відремонтована з кінця XIX століття і стала визначною туристичною пам'яткою завдяки фунікулеру Festungsbahn, відкритому в 1892 році , який веде від міста до Газенґрабенбаштай. Сьогодні фортеця є одним із найкраще збережених замків у Європі.
На початку XX століття вона використовувалася як в'язниця, де утримувалися італійські військовополонені під час Першої світової війни та нацистські активісти до анексії Німеччиною Австрії в березні 1938 року.
Німецький кераміст, скульптор і художник Арно Леманн жив і творив у фортеці Гогензальцбург з 1949 року до своєї смерті в 1973 році.
Фортеця Гогензальцбург була обрана для пам’ятної монети австрійського абатства Ноннберг, викарбуваної 5 квітня 2006 року. Це була перша монета серії «Великі абатства Австрії». На ній зображено бенедиктинський монастир Ноннберзького абатства. На вершині пагорба на задньому плані видно фортецю та церкву Кайєтанер. Також у 1977 році Монетний двір Австрії випустив монету до 900-річчя фортеці Гогензальцбург.

## Інтер'єр

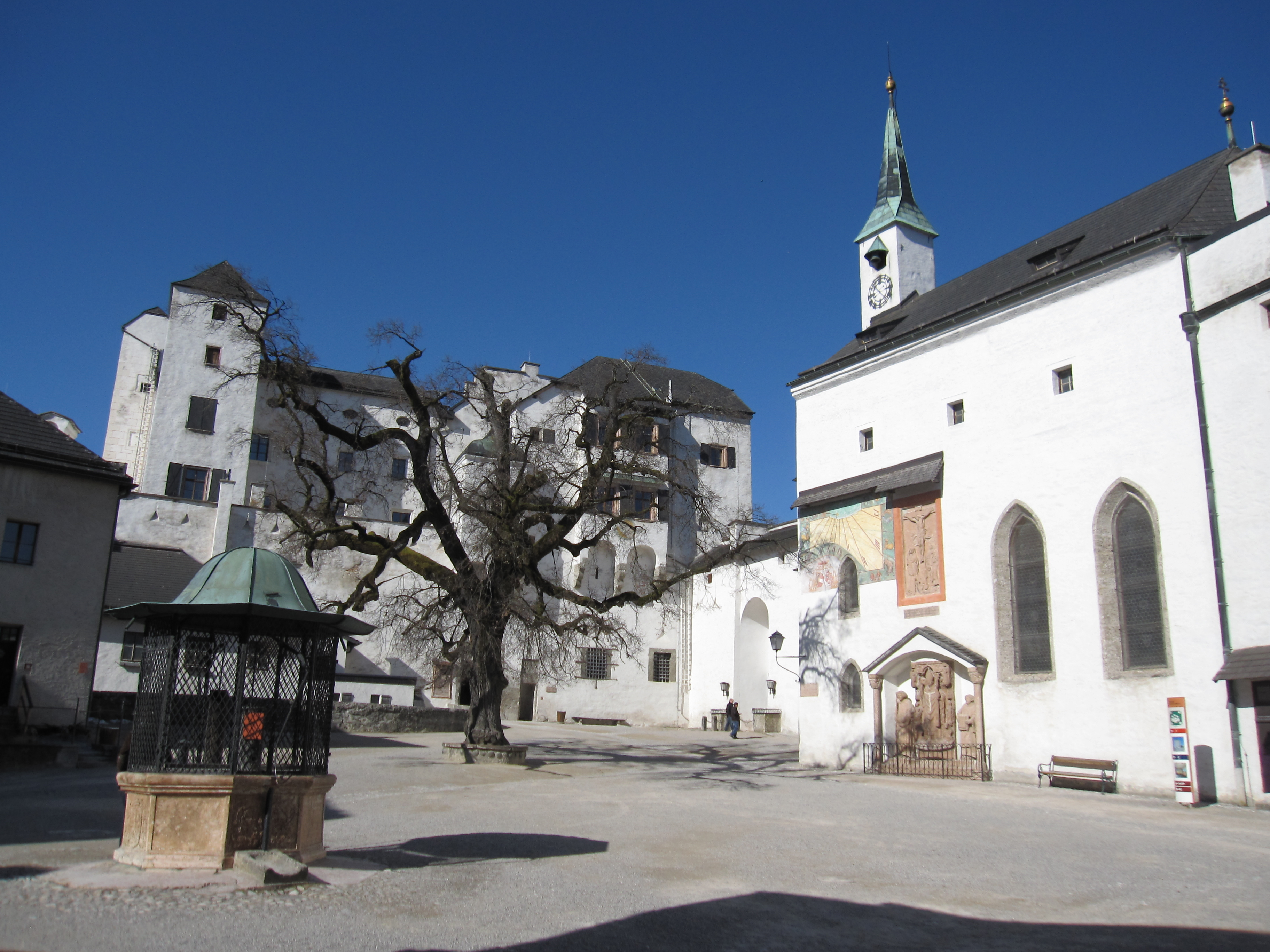
Внутрішнє подвір'я в стороні Hohe Stock та каплиці Святого Георгія

Фортеця складається з різних крил і внутрішнього двору. Апартаменти принца-єпископа розташовані в так званому «Hoher Stock» (вищий поверх).

### Зальцбурзький бик
На території фортеці у Krautturm розміщений великий аерофон із понад 200 труб, який називають «Зальцбурзьким биком» (Salzburger Stier). Цей величезний механічний орган був побудований у 1502 році архієпископом Леонгардом фон Койчахом. Його відновив Рохус Еґедахер у 1735 році.
«Зальцбурзький бик» грає від Вербної неділі до 31 жовтня щодня о 7, 11 та 18 годині.
На його честь названо одне з найвідоміших кабаре Австрії.

### Золотий зал
Починаючи з 1498 року архієпископ Леонгард фон Койчах розпорядився розмістити державні апартаменти на третьому поверсі. Кімнати, в яких зазвичай жили архієпископи, були поверхом нижче. Державні квартири використовувалися переважно для представницьких цілей і для урочистостей. Золотий зал був багато прикрашений і свідчить про те, що фортеця служила архієпископам не лише притулком у часи кризи, але також як резиденція аж до XVI століття.
Щоб отримати більше простору, архієпископ Леонгард фон Койчах побудував чотири масивні мармурові колони на правій зовнішній стіні та додав лоджію. Як і в інших кімнатах, стеля кесонна, кожна скриня прикрашена золотими ґудзиками, що символізують зірки на небі.
Особливо варто відзначити 17-метрову балку, що підтримує стелю. На ній зображено герб Леонгарда фон Койчаха разом із гербами Священної Римської імперії, наймогутніших німецьких міст і єпископств, які були пов’язані із Зальцбургом.

### Каплиця архієпископа Леонгарда фон Койчаха

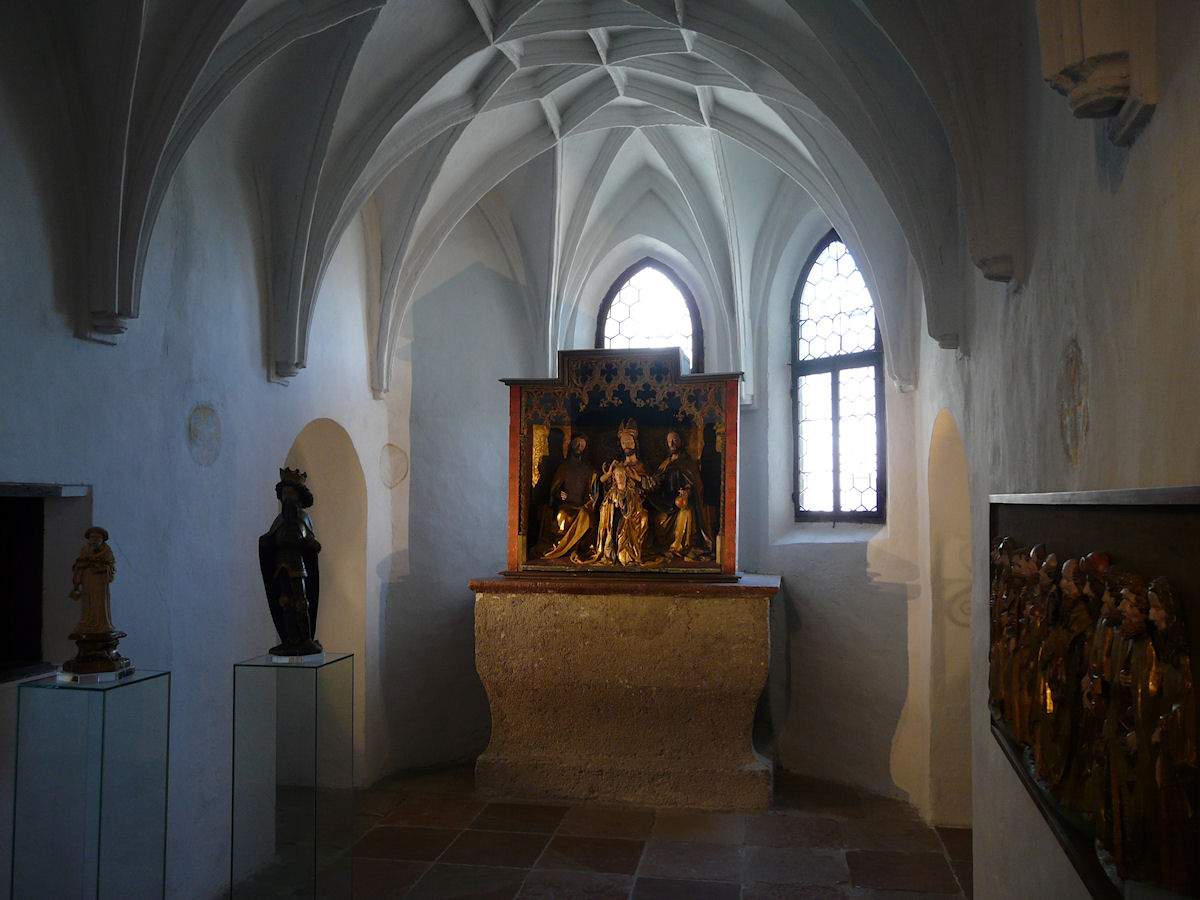
Каплиця архієпископа Леонгарда фон Койчаха

Архієпископ Леонгард фон Койчах (1495-1519) наказав побудувати каплицю на території фортеці. Одну з фігурних консолей у балочному перекритті довелося зняти, щоб звільнити для неї місце. Стелю каплиці прикрашає багато орнаментоване зірчасте склепіння. Внутрішня частина дверей при вході покрита ліпниною. На намальованій рамі зображені червоні колони на високому постаменті з сірими капітелями. Герб Зальцбурга та Леонгарда фон Койчаха відтворено на тимпані під митрою, легатським хрестом і мечем. На гербі зображено турнепс, і в багатьох місцях у фортеці його можна знайти як ознаку будівельної діяльності принца-архієпископа Кейчаха. У північній стіні каплиці є два отвори, які дозволяли відвідувати богослужіння з бічної кімнати.

### Золота палата
Золота палата — найрозкішніше обставлена кімната з палат принца. Дві довгі стіни займають лави, які багато прикрашені лозою, виноградом, листям і тваринами. Раніше ці лави були покриті тканиною або шкірою, але оббивка не збереглася до сучасності. Колись стіни також були покриті шкіряним гобеленом із золотим тисненням, який прикрашав нижню частину стіни.

### Спальня
Спальня — найінтимніша кімната палат принца. Оригінальні меблі та дорогоцінний текстиль, наприклад, гобелени, з часом були замінені більш «сучасними». Витончена обшивка, яка захищає від холоду, все ще є свідченням пишноти минулого. Верхня частина панелей прикрашена позолоченими ґудзиками та розетами, тоді як нижня частина, яка сьогодні оголена, ймовірно, була покрита шкіряним або оксамитовим гобеленом. Двері приховують туалет, який по суті є отвором у підлозі з дерев’яною рамою. У минулому це був дуже сучасний санвузол, доступ до якого був з кожного поверху.

## Галерея

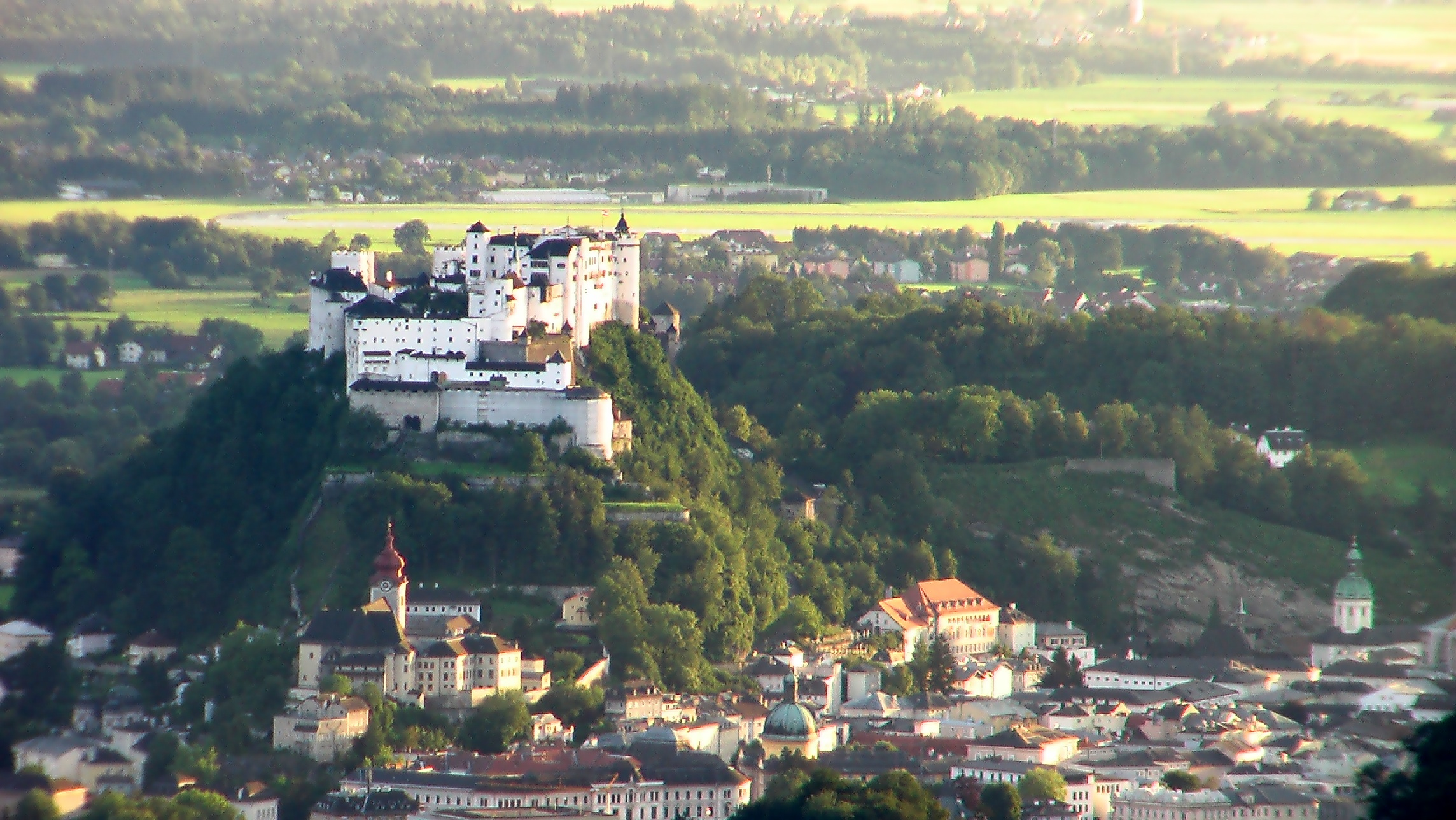
Фортеця Гогензальцбург і Зальцбург, вид з "Gersberg Alm"
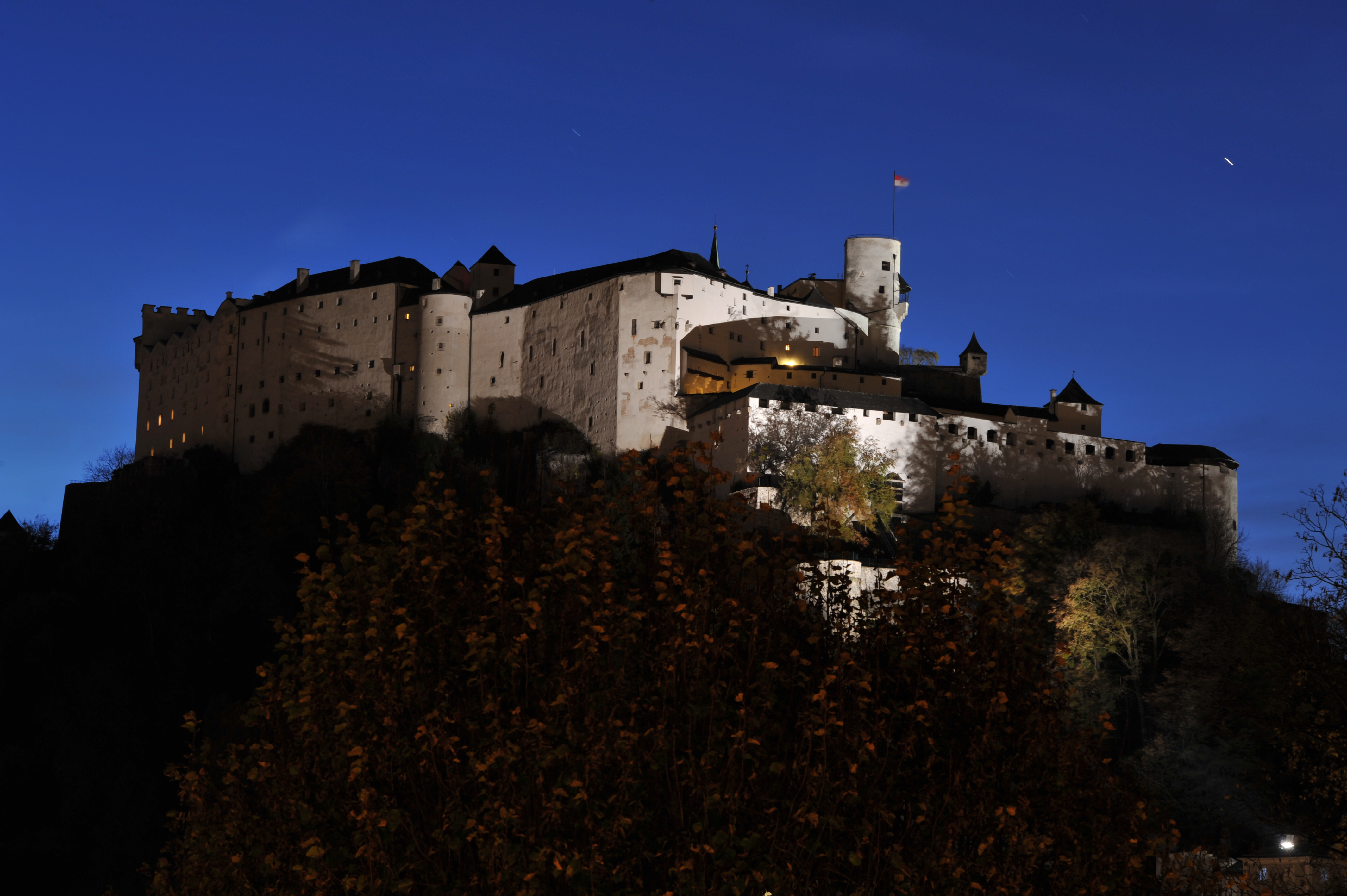
Гогензальцбург вночі
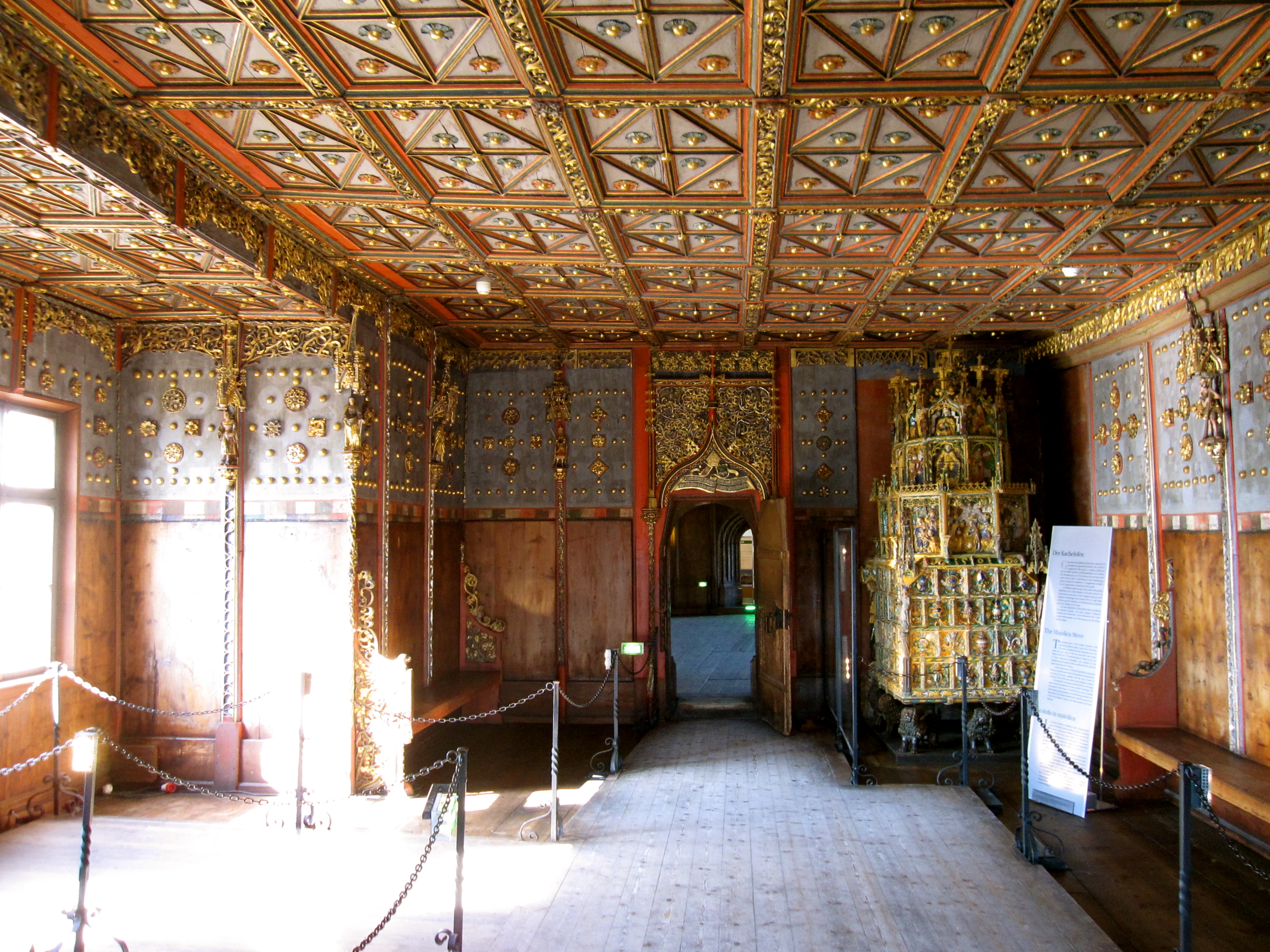
Золота палата
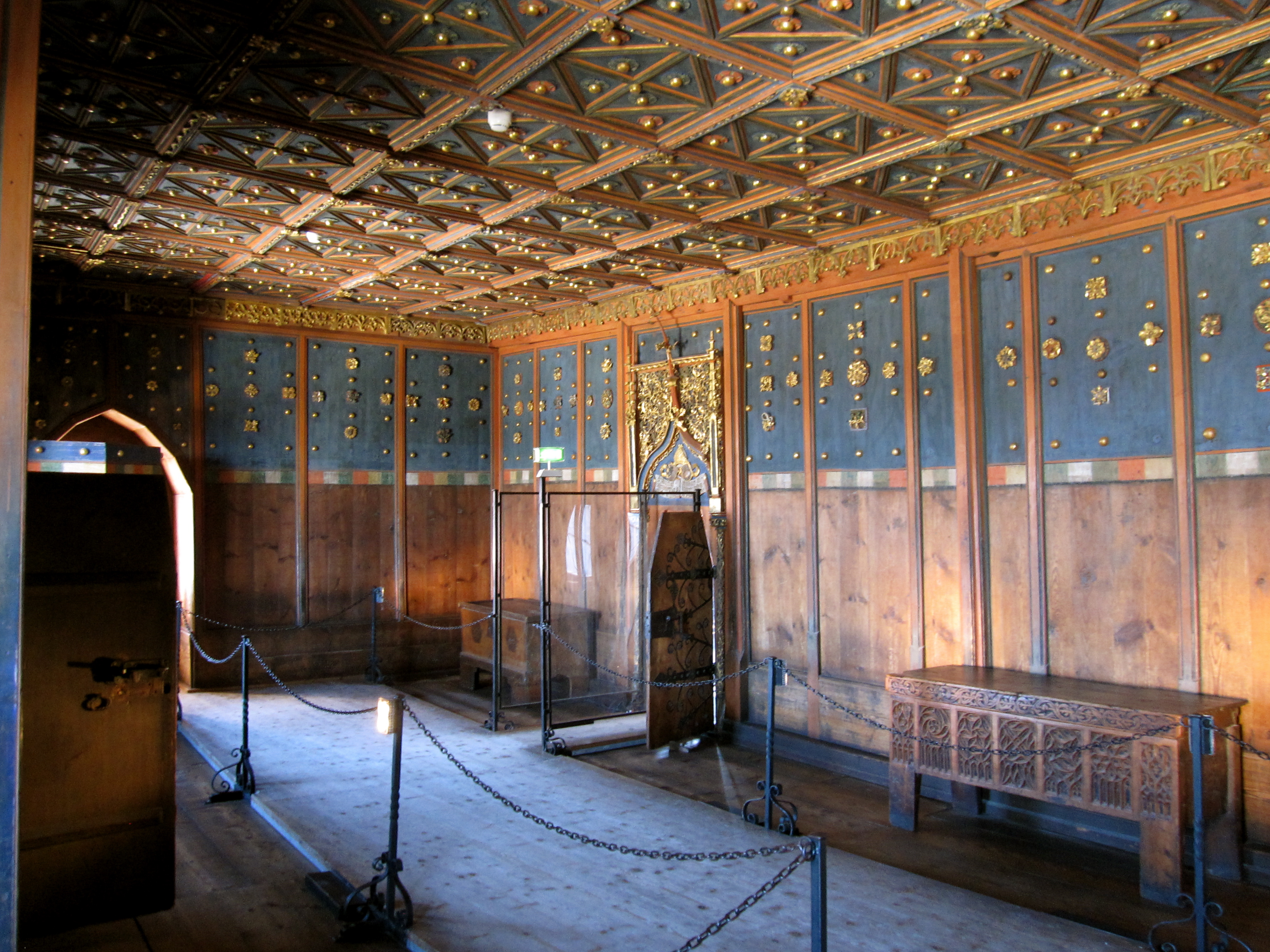
Спальня принца-єпископа
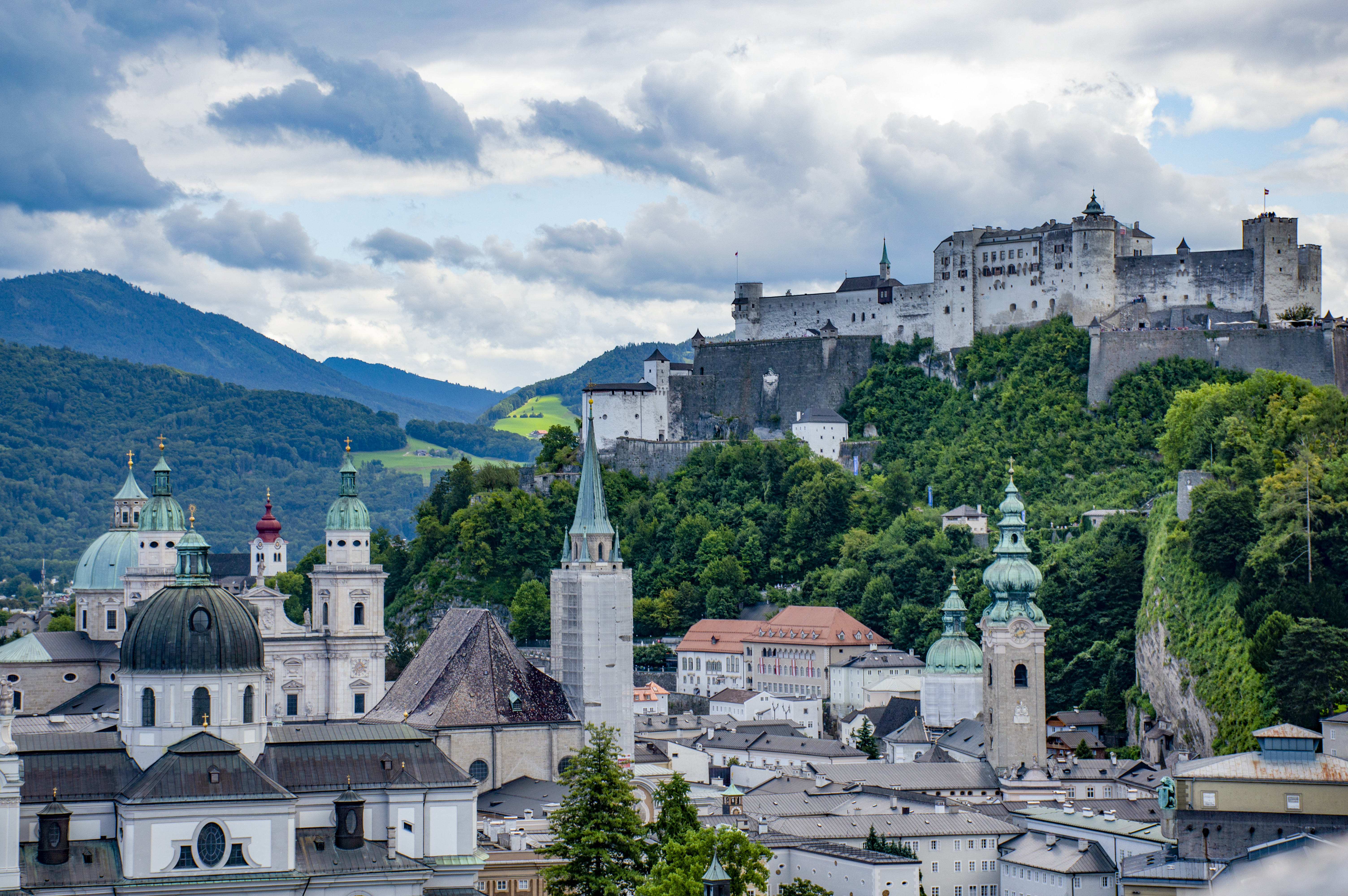
Гогензальцбург, вид з Музею сучасного мистецтва
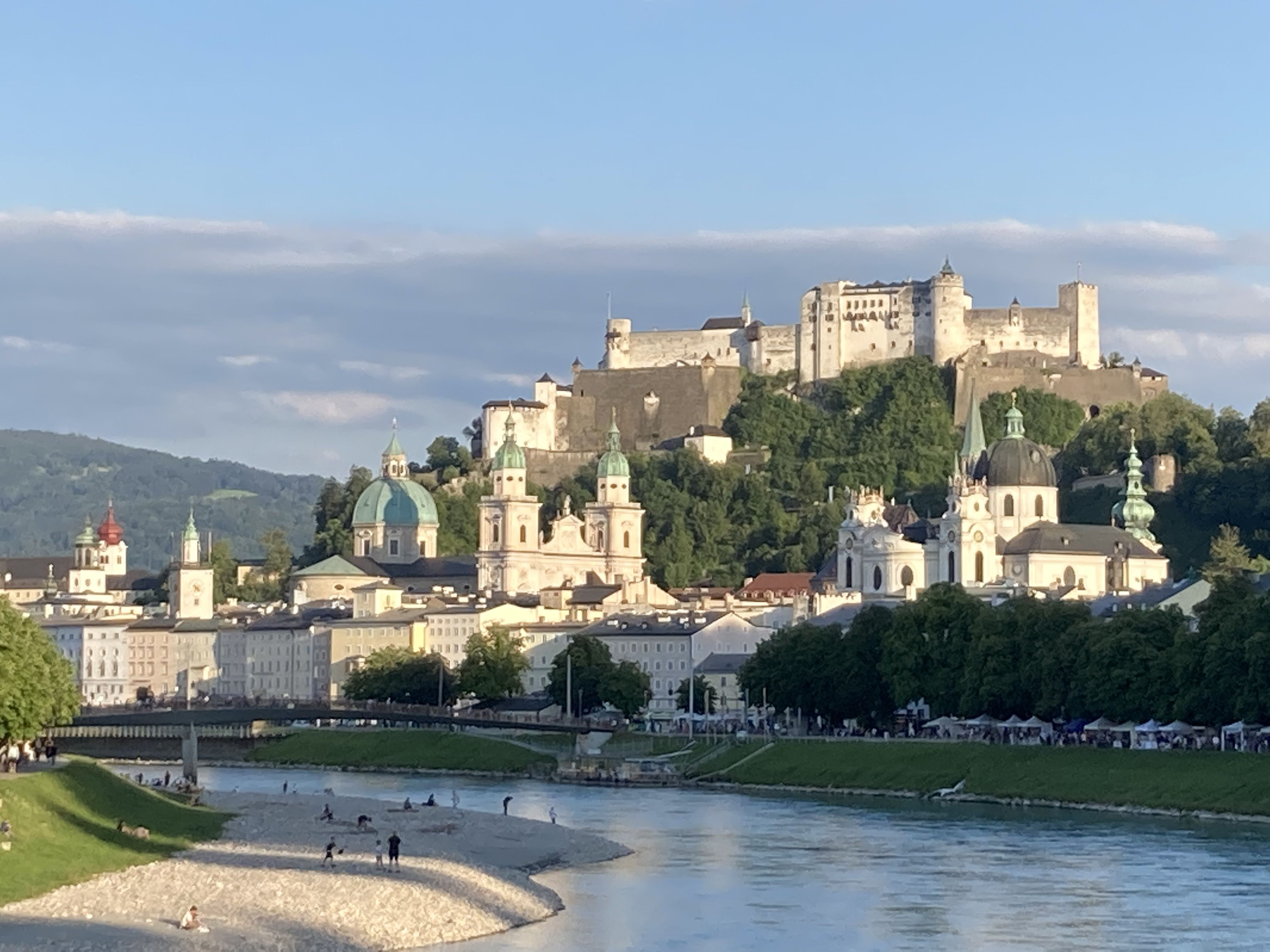
Вид із Зальцаха